# Lysipomia vitreola
Lysipomia vitreola är en klockväxtart som beskrevs av Mcvaugh. Lysipomia vitreola ingår i släktet Lysipomia och familjen klockväxter. IUCN kategoriserar arten globalt som starkt hotad.
Artens utbredningsområde är Ecuador. Inga underarter finns listade i Catalogue of Life.